# Mario Turiello
Mario Turiello (né à Naples le 3 août 1876, mort en 1965) est un écrivain et vernien italien.

## Biographie
Un des premiers critiques à étudier Jules Verne, il échange avec l'écrivain français une importante correspondance de 1894 à 1904. Il est un des premiers auteurs du Bulletin de la Société Jules-Verne. Son Études de Critique Littéraire. Les Aventures d'Arthur Gordon Pym et Le Sphinx des glaces est la première monographie uniquement consacrée à un roman de Jules Verne.
Cependant, en 1968, trois ans après la mort de Turiello, Piero Gondolo della Riva retrouve et achète les lettres autographes de Jules Verne adressées à son critique italien. Il s'aperçoit très vite qu'elles diffèrent de celles publiées dans le Bulletin de la Société. Turiello changeait des mots ou des tournures de phrase. Gondolo della Riva décide de publier les lettres authentiques dans la revue littéraire Europe. D'ailleurs, il y eut litige entre Mario Turiello et la Société Jules Verne, le premier demandant une somme considérable pour la publication des lettres de Verne. Selon Gondolo della Riva, Turiello souffrait d'une véritable maladie de la persécution, et ses démarches épistolaires semblent bientôt ennuyer Verne, obligé de répondre tous les quinze jours, sous peine de reproche. Mais plus tard l'écrivain finira par traiter son critique comme un ami.
Docteur en droit, professeur de langue française à l'Université de Florence puis à l'Université de Naples, rédacteur en chef du Journal de Naples, il reçoit le prix de la langue française de l'Académie française en 1950.

## Œuvres
- Causeries littéraires, A. Morano, 1895
- Études de Critique Littéraire. Les Aventures d'Arthur Gordon Pym et Le Sphinx des glaces, François Patitucci, 1901
- Giacomo Leopardi. Choix d’œuvres en prose dialogues et pensées, Perrin, 1905
- Mélanges littéraires, A. Morano, 1908[6]
- Jean-Jacques Rousseau et ses continuateurs jugés par Désiré Nisard, 1914
- Le cahier noir, Perrin, 1920
- Léopardi et Flaubert dans leur Œuvre Intime, Presses Universitaires de France, 1924
- Agrippa d'Aubigne, Au livre précieux, 1928
- Ab Imo Pectore, Au livre précieux, 1933
- Les choses et les hommes tels qu'ils sont, Degrives, 1943
- Divigations quasi-posthumes, 1958